# Dasycnemia depressalis
Dasycnemia depressalis är en fjärilsart som beskrevs av Émile Louis Ragonot 1890. Dasycnemia depressalis ingår i släktet Dasycnemia och familjen mott. Inga underarter finns listade i Catalogue of Life.